# Mesen
Mesen (franceză Messines) este un oraș neerlandofon situat în provincia Flandra de Vest, regiunea Flandra din Belgia. Mesen este una dintre comunele belgiene cu facilități lingvistice pentru populația francofonă. La 1 ianuarie 2008 avea o populație totală de 997 locuitori. 

## Geografie
Comuna actuală Mesen este formată din două teritorii nonadiacente, fiind una dntre cele 3 localități belgiene aflate în această situație. Suprafața totală a comunei este de 3,58 km². 

I: Comuna Mesen

Localitățile limitrofe sunt:
| - Comuna Heuvelland: - a. Wijtschate - Comuna Comines-Warneton: - b. Warneton - c. Ploegsteert |